# Ivor Bell
Ivor Malachy Bell (Belfast, 1936 o 1937) è stato un militante dell'IRA.
All'interno dell'organizzazione ha ricoperto molti ruoli, tra i quali quello di OC (Officer Commanding, comandante) della Brigata Belfast, di OC del Northern Command e di Capo di Stato Maggiore (Chief of Staff).

## Carriera nell'IRA
Bell, nato a Belfast, entrò a far parte dell'IRA negli anni '50, e partecipò alla cosiddetta Operation Harvest, conosciuta anche come Border Campaign (Campagna del Confine), una serie di attacchi dell'IRA contro installazioni militari in Irlanda del Nord (specialmente nelle aree vicino al confine con l'Eire) che si protrasse dal 1956 al 1962 e che si concluse con il fallimento e l'ordine dell'IRA ai suoi militanti di nascondere armi e materiali.
Negli anni successivi, deluso dalla strada che stava intraprendendo il movimento repubblicano, sempre più attratto dalla politica "costituzionale" a scapito della lotta armata, Bell si dimise dall'organizzazione.
Quando poi, nel 1969, il movimento repubblicano si divise e nacque la Provisional IRA, Bell decise di entrare nei ranghi della nuova organizzazione e, grazie al fatto di essere più anziano e più esperto della maggior parte delle nuove reclute, in breve tempo arrivò a comandare la B Company del Secondo Battaglione della Brigata Belfast, basata nella zona di Clonard, uno dei punti più caldi di Belfast a causa della vicinanza con l'area di Lower Shankill, roccaforte dell'estremismo protestante.

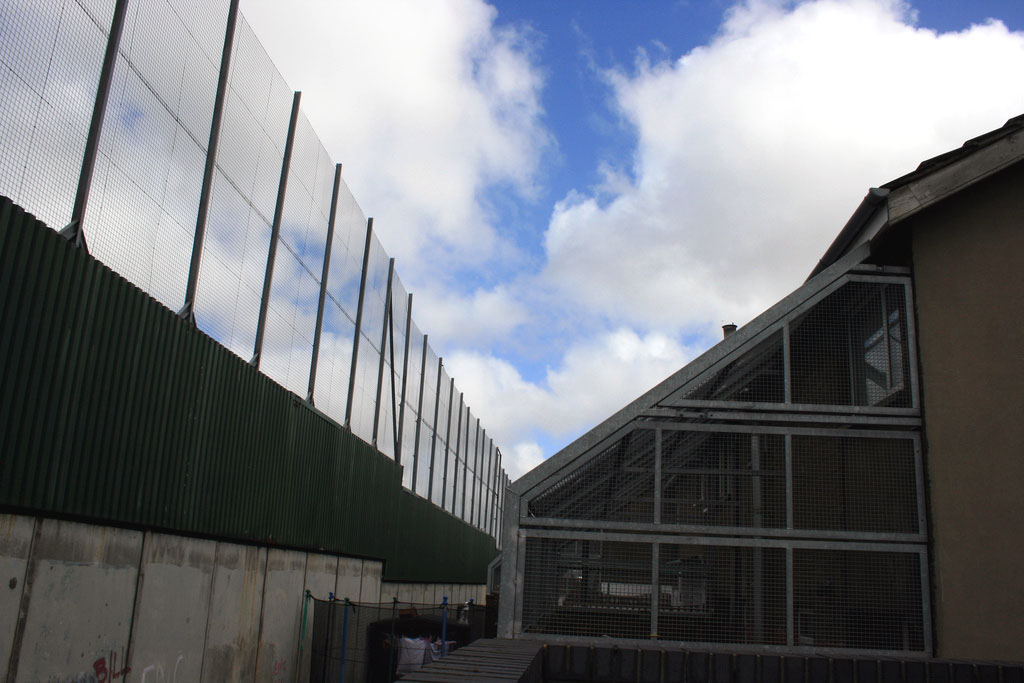
La peaceline e le robuste fortificazioni di una casa di Bombay Street, nella zona di Clonard, confinante con Lower Shankill

Bell divenne quasi subito molto amico di altri due militanti che, con lui, caratterizzarono la Brigata Belfast nei primi anni '70, Gerry Adams e Brendan "Dark" Hughes.
Quando Adams divenne OC della Brigata Belfast promosse Bell, che comandava il Secondo Battaglione, al grado di Adjutant (ossia di suo vice), e Hughes, OC della D Company, a comandante del Secondo Battaglione. Nel 1972, dopo l'arresto di Gerry Adams, Bell divenne OC della Brigata Belfast e Hughes occupò il posto di Operations Officer (ufficiale addetto alle operazioni).
Nel luglio 1972 Bell, insieme a Gerry Adams (rilasciato per l'occasione), Séan MacStiofain, Daithi Ó Conaill (David O'Connell), Séamus Twomey e Martin McGuinness, partecipò a Londra a colloqui con il Segretario per l'Irlanda del Nord, William Whitelaw, in seguito al cessate-il-fuoco dell'IRA (che durò solo due settimane).
Nel febbraio del 1974 Bell fu arrestato e internato a Long Kesh, dove rimase meno di due mesi prima di riuscire a evadere. La sua libertà però durò solo 2 settimane e, nel maggio 1974 venne arrestato in un lussuoso appartamento nella zona residenziale di Malone Road, a South Belfast, dove la Brigata Belfast aveva allestito un'importante base lontano dai ghetti cattolici di West Belfast. L'arresto di Bell fu possibile grazie a un informatore, Eamonn Molloy, quartermaster (il responsabile dell'approvvigionamento e dei nascondigli di armi ed esplosivi) della Brigata Belfast. L'IRA dopo qualche mese riuscì a scoprire Molloy e lo uccise seppellendo il suo corpo in segreto (il nome di Molloy comparve su una lista, diffusa dall'IRA dopo gli accordi di pace del 1998, di persone che l'organizzazione aveva ucciso senza mai rivendicarlo e che erano state sepolte in località segrete, i cosiddetti disappeared. Il corpo di Molloy, ritrovato a Faughart, nella contea di Louth, fu uno dei pochi a essere recuperati in seguito alle indicazioni dell'IRA).
A Long Kesh Bell venne messo nella Cage 11 (le cages erano le baracche che ospitavano gli internati senza processo e i detenuti condannati), dove si trovavano anche Gerry Adams e Brendan Hughes. Il dibattito che si svolse a Long Kesh (specialmente nella Cage 11) in quel periodo (in cui l'IRA era in tregua) condusse alla riorganizzazione dell'IRA (con l'adozione del sistema delle "cellule", in luogo delle più numerose e più penetrabili "compagnie") e alla elaborazione della strategia politica del movimento.
Uscito di prigione Bell ritornò a ruoli di comando all'interno dell'IRA e, nel 1982, prese il posto di Martin McGuinness come Capo di Stato Maggiore. Nel 1983 Bell fu arrestato grazie alle dichiarazioni di un pentito, poi ritrattate, ma al suo rilascio non riottenne il posto di Capo di Stato Maggiore che, al momento del suo arresto, era stato affidato a Kevin McKenna, della contea di Tyrone, che avrebbe mantenuto l'incarico fino al periodo del cessate-il-fuoco del 1994. Bell entrò però a far parte del Consiglio dell'Esercito (Army Council) e fu, con Joe Cahill, fondamentale nel tenere i rapporti con il regime libico di Muʿammar Gheddafi che, nei primi anni '80, aveva deciso di tornare ad aiutare l'IRA (come aveva fatto nei primi anni '70) con l'invio di somme di denaro e carichi di armi.

## Corte marziale ed espulsione
Dopo il suo rilascio nel 1983, i rapporti tra Adams e Bell cominciarono a incrinarsi, perché secondo Bell erano troppe le risorse del movimento repubblicano destinate al Sinn Féin, a scapito della lotta armata. Il prestigio di Bell era tale che riuscì a raccogliere attorno a sé un gruppetto di potenziali dissidenti ma la dirigenza, accortasi di ciò che stava avvenendo, agì in fretta contro Bell e i suoi alleati. Dopo una corte marziale, Bell venne in un primo momento condannato a morte, ma in seguito la sua condanna si tramutò nell'espulsione dal movimento.
Da allora Ivor Bell ha sempre continuato a vivere a Belfast, declinando però tutti gli inviti di scrittori e giornalisti che, nel corso degli anni, hanno cercato di intervistarlo.